# Широко-Карамышский район
Широко-Карамышский райо́н — административно-территориальная единица в Саратовской области, существовавшая в 1935—1960 годах. Административный центр — с. Широкий Карамыш.

## История
Район образован 18 января 1935 года в составе Саратовского края (с 1936 года — в Саратовской области).
19 мая 1960 года район был упразднён, его территория вошла в состав Лысогорского, Саратовского и Татищевского районов.

## Население
Динамика численности населения
| 1939   | 1959    |
| ------ | ------- |
| 21 646 | ↘15 383 |